# 콜로라도 노동전쟁

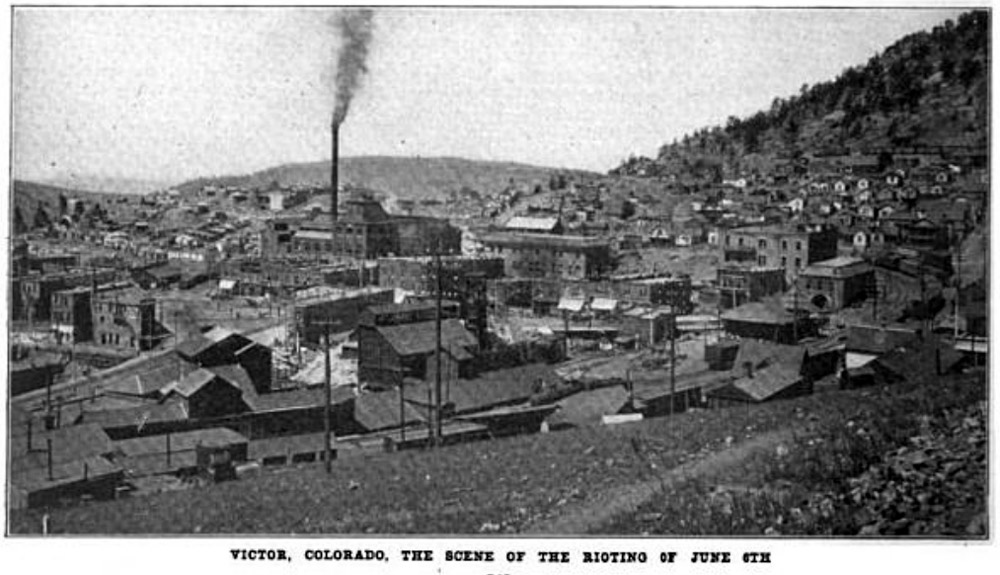
1904년 6월 6일 촬영된 콜로라도의 광산촌.

콜로라도 노동전쟁(Colorado Labor Wars)은 1903년에서 1904년 사이 노동조합 서부광부연맹(WFM)과 크리플크리크 광산주협회(CCMOA)를 비롯한 광산주들 사이에 벌어진 치열한 분쟁이다. 광부와 광산주 사이의 분쟁이 으레 그러하듯 폭력적이고 유혈낭자한 분규가 벌어졌다. 콜로라도 북부와 남부의 탄광들에서 거의 동시에 일제히 파업이 일어났고, 콜로라도 주정부는 군을 동원해 이에 대응했다.
콜로라도주에서 노동자들과 자본가 사이의 분쟁은 주로 광산업을 중심으로 진행되었다. 이 분쟁에 있어 주정부는 단 한 번을 제외하면 모두 광산주들의 편을 들었다. 주정부 민병, 핑커톤·볼드윈–펠츠·시엘을 비롯한 용역깡패들, 광산주협회 같은 사측 단체, 시민연합을 비롯한 광산주들의 지원을 받은 자경단 단체 등이 한마음으로 반노조 탄압에 함께했다.
미국의 노동폭력을 연구하는 학자들은 1903년 ~ 1904년 콜로라도에서 벌어진 고용주들의 폭력은 미국 노동사상 가장 조직적인 폭력행사였다고 결론내리고 있다.

## 같이 보기
- 몰리 맥과이어스
- 루드로 학살